# Miss A
Miss A (korejsky 미쓰에이) je čtyřčlenná čínsko-korejská dívčí skupina působící v Jižní Koreji. Skupinu vytvořila v roce 2010 společnost JYP Entertainment a stojí za ní AQ Entertainment. Členkami jsou Fei, Jia, Min a Suzy. Jméno Miss A je zkratkou Miss Asia.

## Historie

### 2007–2009: Aktivity před debutem
Fei a Jia byly vybrány už v roce 2007 a ještě před debutem se objevily v klipu „My Color“ od 2PM. V roce 2009 měly mít Miss A celkem 5 členek. Ještě v době tréninku odletěly do Číny a objevily se v několika varieté show, kde vystupovaly s běžnými tanci a písněmi, aby se dostaly do povědomí čínského publika. Skupina procházela několika změnami. Asi nejznámější byl přestup členky Lim do Wonder Girls. Potom se ještě dvě členky rozhodly skupinu opustit. JYPE se tedy rozhodlo vytvořit skupinu o třech členkách: Jia, Fei a 15letá korejská praktikantka, Bae Suzy, která předtím působila jako modelka pro online nákupní centrum.
Děvčata započala své první oficiální promo akce v Číně, vydáním komerční písně „Love Again“. V hudebním videu písně se také objevila dlouhodobá JYP trainee žijící v Americe, Lee Min Young. Ta se v 6. třídě připojila k JYPE a odletěla do Ameriky. V roce 2008 se vrátila do Koreje a pokračovala ve svých aktivitách. Během svého pobytu v New Yorku studovala na Repertory Company High School na Manhattanu. Později bylo prohlášeno, že bude debutovat jako čtvrtá členka skupiny v Jižní Koreji pod pseudonymem Min.

### 2010–2012: Debut a začátek kariéry
Miss A oficiálně debutovaly v Jižní Koreji jako čtyřčlenná skupina 30. června 2010 se singlem „Bad Girl Good Girl“, které bylo součástí singlového alba „Bad But Good“. Tento singl dobýval různé hudební žebříčky, vyhrával první místa v takových hudebních pořadech jako M! Countdown, KBS Music Bank nebo SBS Inkigayo.
O tři měsíce později se uskutečnil jejich první comeback. Prostřednictvím M! Countdown uvedly píseň „Breathe“ ze singlového alba „Step Up“, která byla naprosto odlišná od jejich debutové písně.
V roce 2011 účinkovala Fei v hudebním videu písně Huh Ganga „I Love Only You“, a Jia se objevila v klipu „Close Your Mouth“ od M&D. Min působila jako stálý student ve varieté show „Oh! My school“ televize KBS. Taky si zahrála hlavní roli ve filmu „Countdown“. Suzy ztvárnila hlavní roli v drama „Dream High“.
V květnu 2011 vydaly píseň „Love Alone“, která byla použita pro show na ledě krasobruslařky Kim Ju-ny. Miss A s touto písní vystoupily na zahájení „All That Skate Spring 2011“.
V červnu 2011 se Miss A vrátily se svým prvním velkým albem „A Class“. „A Class“ se skládá jak z nových písní, tak z předešlých hitů. Obsahuje celkem 13 skladeb. Začaly propagovat titulní píseň „Good Bye Baby“ na M! Countdown, Music Bank, Show! Music Core a Inkigayo a o týden později všechny vyhrály.
V září Miss A debutovaly v Číně vydáním speciální edice jejich prvního velkého alba, které obsahovalo DVD s hudebními videi a čínskou verzi „Bad Girl Good Girl“, „Breathe“, „Good Bye Baby“ a „Love Again“. Po vydání čínského alba, „Good Bye Baby“ obsadilo první příčku na největším tchajwanském hudebním portálu ezPeer.
Comeback se singlem „Touch“ se uskutečnil v únoru 2012 a již 24 hodin po zveřejnění videa na oficiální YouTube kanálu zhlédlo klip přes 1 milion uživatelů.
V březnu byla zveřejněna čínská verze písně „Touch“ a ihned se stala hitem na tamějších hudebních online žebříčcích.
Když skupina zakončila propagaci nového alba písní „Over U“, Min začala spolupracovat s B1A4 na písni „Just Two Of Us“ a Suzy se podílela na písni „Before This Song Ends“ s JJ Project pro jejich debutové album. Suzy si také zahrála hlavní roli v drama „Big“.
V říjnu 2012 ohlásily Miss A comeback se svým pátým projektem „Independent Women pt. III.“ A o tři dny později začaly propagovat svou nejnovější píseň „I Don’t Need a Man“.

### 2013–2016: Pokračující úspěch a rozpuštění skupiny
V roce 2013 se Fei zúčastnila soutěže „Master Chef Korea“ a „Dancing With the Stars 3“ se Seunghem z MBLAQ. Min a Minhyuk z BTOB získali role v „Reckless Family 2“. Suzy ztvárnila hlavní postavu v drama „Gu Family Book“, kde si zahrála po boku Lee Seung Giho. Jia se objevila v mnoha módních show a účinkovala v „Let’s Go Dream Team 2“.
V květnu roku 2016 oznámil JYP Entertainment, že Jia opouští skupiny vzhledem ke končící smlouvě a ostatní členky se zaměří na sólovou aktivitu.